# Boris Živković
Pour les articles homonymes, voir Živković.
Boris Živković est un footballeur international croate né le 15 novembre 1975 évoluant au poste de défenseur jusqu'à sa retraite sportive en 2009.

## Vie privée
Boris Živković est le père de Moreno Živković, lui aussi footballeur professionnel.

## Palmarès
- 39 sélections et 2 buts avec l'équipe de Croatie entre 1999 et 2007.
- Participe à la Coupe du monde en 2002 (1 match) et à l'Euro 2004 (2 matchs) avec la Croatie.